# Stazione di Canetra
Stazione di Canetra vasútállomás Olaszországban, Castel Sant’Angelo település Canetra frazionéjában.

## Vasútvonalak
Az állomást az alábbi vasútvonalak érintik:
- Terni–Sulmona-vasútvonal

## Kapcsolódó állomások
A vasútállomáshoz az alábbi állomások vannak a legközelebb:
- Stazione di Antrodoco-Borgo Velino
- Stazione di Castel Sant'Angelo